# Palpigradi
Palpigradi so majhen red pajkovcev, v katerega uvrščamo približno 80 danes živečih opisanih vrst. O njihovem življenju je malo znanega, saj so zaradi velikosti in načina življenja težko opazni, verjetno pa so plenilci.

## Opis
So drobne živali, praviloma manjše od treh milimetrov. Prosomo prekriva koš (karapaks), ki ga gradita dve plošči. Nosi par oči v sredini spredaj in tri ali štiri pare oči ob strani. Njihove pipalke (helicere) se zaključijo s krempljem. Pedipalpi imajo poleg podaljšanega prvega para nog čutilno vlogo in žival jih ob premikanju drži naprej ter z njo tipa po podlagi. Oba para okončin poraščajo dolge čutilne dlake. Najopaznejši del zadka je dolg, gibljiv bičast izrastek, sestavljen iz številnih drobnih členov, ki lahko predstavlja tudi do polovico telesne dolžine.
Živijo v tleh, v temnem in vlažnem okolju, med njimi so tudi jamske vrste. O njihovem razmnoževanju skoraj ni podatkov, vemo le, da izležejo samice majhno število razmeroma velikih jajčec.

## Taksonomija
Do leta 2003 je bilo opisanih 79 vrst palpigradov, ki jih združujemo v 6 recentnih rodov, te pa v dve družini.
Do danes je bil najden en fosilni palpigrad v skladih marmorja iz Arizone, ki jih datirajo v pliocen, vendar ni jasno, kateri družini je pripadal. Starejši viri navajajo še en fosil, za katerega pa se je kasneje izkazalo, da je bil napačno določen fosil žuželke.